# Rudi Krausmann

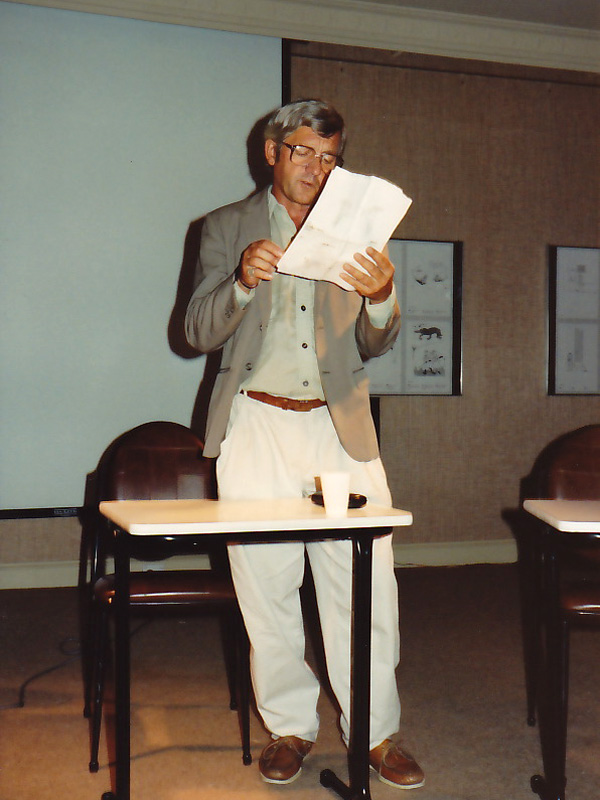
Gangan Verlag Buchpräsentation im Goethe-Institut (Sydney 1991)

Rudi Krausmann (* 23. Juli 1933 in Mauerkirchen, Salzburg; † 15. März 2019 in Sydney) war ein australischer Dramatiker und Dichter österreichischer Abstammung.

## Leben
Rudi Krausmann studierte einige Semester Betriebswirtschaft in Wien und arbeitete als Journalist für die Salzburger Nachrichten. Im Jahr 1958 wanderte er nach Australien aus, wo er Deutsch unterrichtete, als Freelancer schrieb und für die Radiostationen 2EA-FM und 2SER-FM in Sydney Programm machte. 1975 gründete er die Zeitschrift Aspect: Art and Literature, die er auch bis 1989 als Herausgeber führte und auch das German Language Program auf SBS Radio produzierte.
Ab dem Jahr 1969 erschienen zahlreiche Bücher in kleinen Verlagen wie Wild & Woolley und Hale & Iremonger (Sydney). Von 1989 bis 1994 war er Übersetzer (mit Gerald Ganglbauer und anderen) sowie Herausgeber (mit Michael Wilding und Gisela Triesch) in der australischen Niederlassung Gangaroo des Gangan Verlags. Danach arbeitete er wieder mit bildenden Künstlern wie Gary Shead und Andrew Sibley zusammen, wobei signierte und limitierte Auflagen bibliophiler Drucke entstanden. Krausmann lebte in Sydney und reiste häufig nach Europa.

## Bibliografie

### Bücher
- From Another Shore. Prosa von Rudi Krausmann. Zeichnungen von Brett Whiteley. (Wild & Woolley, 1975)
- The Water Lily and Other Poems. Gedichte von Rudi Krausmann. (Makar Press, 1977)
- Recent German Poetry. Hrsg. Rudi Krausmann. (Aspect Publications, 1977)
- Paradox: Man and Beast: Stones. Gedichte von Rudi Krausmann. Illustriert von Lorraine Krausmann. (Aspect Publications, 1981)
- Life is Nothing New. Gedichte von Rudi Krausmann. (1982)
- Flowers of Emptiness. Gedichte von Rudi Krausmann. (Hale & Iremonger, 1982)
- Literature. Hrsg. Rudi Krausmann. Fotografien von Michal Kluvanek, Vivienne Mehes & Effy Alexakis. (1987)
- Air mail from Down Under: Zeitgenössische Literatur aus Australien. Short Stories. Hrsg. Rudi Krausmann und Michael Wilding. (Gangan Verlag, 1990)
- Poems: Rudi Krausmann. Drawings: Gary Shead. (Gangan Verlag / Wild & Woolley, 1991)
- Made in Australia: Die Poesie des fünften Kontinents. Australian Poetry Today: Gegenwartsdichtung Australiens. Bilingual. Hrsg. Rudi Krausmann und Gisela Triesch. (Gangan Verlag, 1994)
- The Journey and Other Poems. Gedichte von Rudi Krausmann. Zeichnungen von Gary Shead. (Gangan Verlag, 1999)
- Maps. Gedichte in Deutsch und Englisch von Rudi Krausmann. Illustriert von Andrew Sibley. (2002)
- News. Gedichte in Deutsch und Englisch von Rudi Krausmann. Illustriert von Gary Shead. (2006)

### Dramen
- Everyman: a sentence situation. (1978)
- The Leader. (Hörspiel für das ABC Radio National, 1980)
- Three Plays. (Hale & Iremonger, 1989)
- Whisky on Snow. (Hörspiel für das ABC Radio National, 1999)